# Hoàng Bằng
Hoàng Bằng (sinh năm 1956) là một sĩ quan cấp cao trong Quân đội nhân dân Việt Nam, hàm Trung tướng, nguyên là Chính ủy Viện Khoa học và Công nghệ Quân sự.

## Thân thế và sự nghiệp
Ông sinh năm 1956 trong một gia đình có 6 anh chị em. Ông có bố là Hoàng Sà, mẹ là Nguyễn Thị Sáu. Ông là con thứ tư trong gia đình (3 chị của ông lần lượt là Hoàng Thị Tuyết Hạnh, Hoàng Thị Ngọc Diệp và Hoàng Thị Minh Nguyệt; 2 em là Hoàng Trung Hiếu và Hoàng Văn Khánh)
Ông quê tại Cẩm Sơn, Cẩm Thủy, Thanh Hóa.
Giai đoạn 1990 - 1993, ông được bổ nhiệm làm Bí thư Đảng ủy và Quyền Giám đốc (3.1991 - 2.1992) tại Nhà máy Z111, thuộc Tổng cục Công nghiệp Quốc phòng. Ông sau đó từng giữ chức Cục trưởng Cục Chính trị, Tổng cục Công nghiệp Quốc phòng.
Năm 2007, ông được bổ nhiệm giữ chức Phó Chính ủy Tổng cục Kỹ thuật.
Năm 2010, ông được bổ nhiệm giữ chức Chính ủy Viện Khoa học và Công nghệ Quân sự.
Ông được phong hàm Thiếu tướng (2009), Trung tướng (2014).

## Gia đình
Năm 2016, ông nghỉ hưu theo quyết định của Chính Phủ. Ông hiện sống ở Hà Nội.